# Láng Zsolt (politikus)
Láng Zsolt Péter (Budapest, 1973. április 4. –) magyar jogász, politikus, 2006 és 2019 között Budapest II. kerületének polgármestere, 2010-től 2014-ig, illetve 2022 óta országgyűlési képviselő (Fidesz). A Közép-magyarországi Gazdaságfejlesztési Zóna komplex fejlesztéséért felelős kormánybiztosa.

## Élete
Értelmiségi családban született. Általános iskolai tanulmányait a Marczibányi téri Kodály Zoltán Ének-Zenei Általános Iskolában végezte, majd 1991-ben érettségizett a Toldy Ferenc Gimnáziumban. 1995-ben az Államigazgatási Főiskolán igazgatásszervezőként végzett, majd 2000-ben az Eötvös Loránd Tudományegyetem Állam- és Jogtudományi Karán szerzett jogász diplomát, cum laude minősítéssel. 1995 és 2006 között egy nemzetközi szállítmányozási vállalat magyarországi irodáját vezette, ezalatt 2003-ban nemzetközi IATA ügynöki minősítést szerzett.
1990-ben, gimnazistaként lépett be a Fideszbe, majd 1994-től 1998-ig a II. kerületi Önkormányzat Oktatási, Művelődési és Sport Bizottságának szakértője volt. Az 1998-as önkormányzati választáson egyéni önkormányzati képviselőnek választották a II. kerületben, majd a 2002-es önkormányzati választáson ismét mandátumot szerzett. A Fidesz-MKDSZ kerületi frakcióvezető-helyettese, a Gazdasági és Tulajdonosi Bizottság elnöke, a Jogi-, Közigazgatási és Ügyrendi Bizottság, valamint a II. Kerületi Közbiztonsági Alapítvány kuratóriumának tagja volt. 2001-ben a Fidesz II. kerületi szervezetének elnöke, 2004-ben pedig a párt választókerületi elnöke lett, később a Fidesz budapesti elnökévé választották.
A 2006-os önkormányzati választáson a II. kerület polgármesterévé választották, majd a 2010-es és a 2014-es önkormányzati választáson is újraválasztották. A 2010-es országgyűlési választáson a Fidesz budapesti területi listájáról szerzett mandátumot, majd 2011-ben a Balsai István lemondása után kiírt időközi választáson egyéni mandátumot szerzett Budapest 2. számú választókerületében, emiatt listás mandátumáról lemondott. Listás mandátumát Csóti György vette át. Az Országgyűlésben az alkotmány-előkészítő eseti bizottság és az önkormányzati és területfejlesztési bizottság tagja, utóbbinak 2011 és 2014 között elnöke volt, emellett a Fidesz frakcióvezető-helyetteseként is dolgozott. 2012 szeptembere és 2013 novembere között a Budapesti Önkormányzatok Szövetségének elnöke, majd elnökségi tagja volt.
A 2019-es önkormányzati választáson, 4. alkalommal már nem szerezte meg a polgármesterséget a II. kerületben, vereséget szenvedett a baloldali Őrsi Gergelytől. A választás után Orbán Viktor felkérésére a Fidesz-KDNP frakcióvezetője lett a Fővárosi Közgyűlésben. A 2022-es országgyűlési választáson a Fidesz-KDNP országos listájának 52. helyéről szerzett mandátumot, így összeférhetetlenség miatt lemondott fővárosi frakcióvezetői posztjáról. Az Országgyűlésben a törvényalkotási bizottság tagja lett. Orbán Viktor, Magyarország miniszterelnöke a Közép-magyarországi Gazdaságfejlesztési Zóna komplex fejlesztéséért felelős kormánybiztosává nevezte ki.
Nős, két fiúgyermek édesapja.